# Museu do Ouro (Bogotá)

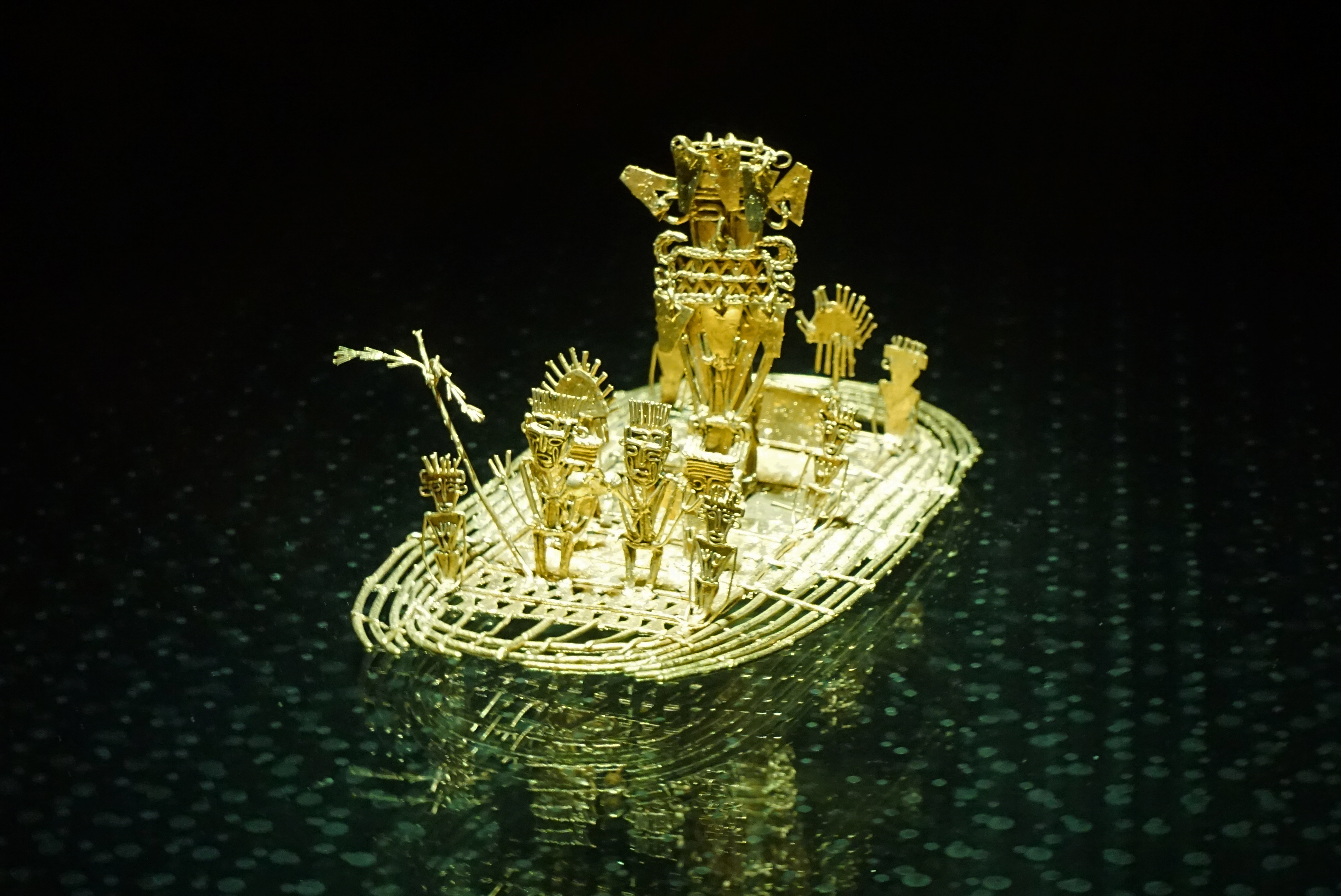
Balsa Muisca

O Museu do Ouro de Bogotá (em espanhol, Museo del Oro), considerado um dos maiores museus de ouro do mundo, e um dos principais, localiza-se na capital colombiana. Seu acervo é constituído de trabalhos pré-colombianos que utilizam como matéria-prima fundamental o ouro da região, necessariamente ligados à rotina e ao cotidiano de seu povo, exposto em salas no segundo e no terceiro andar.

## História

### Criação do Museu
Fundado em 1823, por solicitação de Simón Bolívar, o Museu Nacional abriu suas portas em 1824, apresentando uma seção dedicada às "curiosidades ameríndias". No entanto, foi somente em 1938, durante a exposição "Arqueológica y Etnográfica", que o Museu inaugurou sua relação com as peças de ouro e prata de fabricação indígena e de época pré-colombiana, se tornando assim Museu do Ouro.
Ao longo dos anos, o Museu passou por transformações significativas em suas práticas expositivas e interpretativas. 
As transformações do Museu, desde seu início nos porões do Banco da República até sua reinauguração em 2008, representam uma história de continuidades e descontinuidades. O discurso comum de "identidade nacional" está em constante diálogo com as múltiplas vozes e perspectivas que desafiam essa narrativa linear.
Através de discursos e representações, o Museu do Ouro de Bogotá reflete não apenas a história e a cultura colombiana, mas também as tensões inerentes à construção de identidades e à preservação do patrimônio. As narrativas em evolução dentro deste espaço museológico evidenciam a necessidade de considerar uma visão mais inclusiva e pluralista da história, reconhecendo a riqueza e a diversidade das culturas indígenas e suas contribuições para a identidade nacional da Colômbia.

### Coleção do museu
O museu abriga um total de 52 mil peças, sendo 34 mil delas feitas de metal e todas pertencentes ao período pré-colombiano. No entanto, apenas 6.000 dessas peças estão atualmente em exibição. Isso permite que uma parte significativa da coleção permaneça em exposição permanente em outras cinco cidades do país, além de ser levada em itinerâncias. Em 2008, uma parcela do acervo foi exibida no Japão, no Canadá e na Áustria.
É interessante notar que essa coleção valiosa é considerada a maior coleção pré-colombiana de ouro no mundo, mas foi adquirida de maneira irregular. Segundo Lleras, "Aproximadamente 95% das nossas peças foram obtidas ilegalmente, e o banco teve que interromper a compra de peças em 2002, quando um decreto proibiu essa prática".
Uma das peças mais notáveis do Museu do Ouro, adquirida de um camponês em 1968 e avaliada em US$ 15 milhões, é a Balsa Muisca (600 d.C. - 1600 d.C.), atualmente em exposição no último andar. Esta peça representa uma oferenda que retrata uma cerimônia dos indigenas muiscas. Na cerimônia, o cacique navegava em um barco até o centro de uma lagoa, coberto com pó de ouro, sendo uma das histórias que contribuiu para o mito do Eldorado.

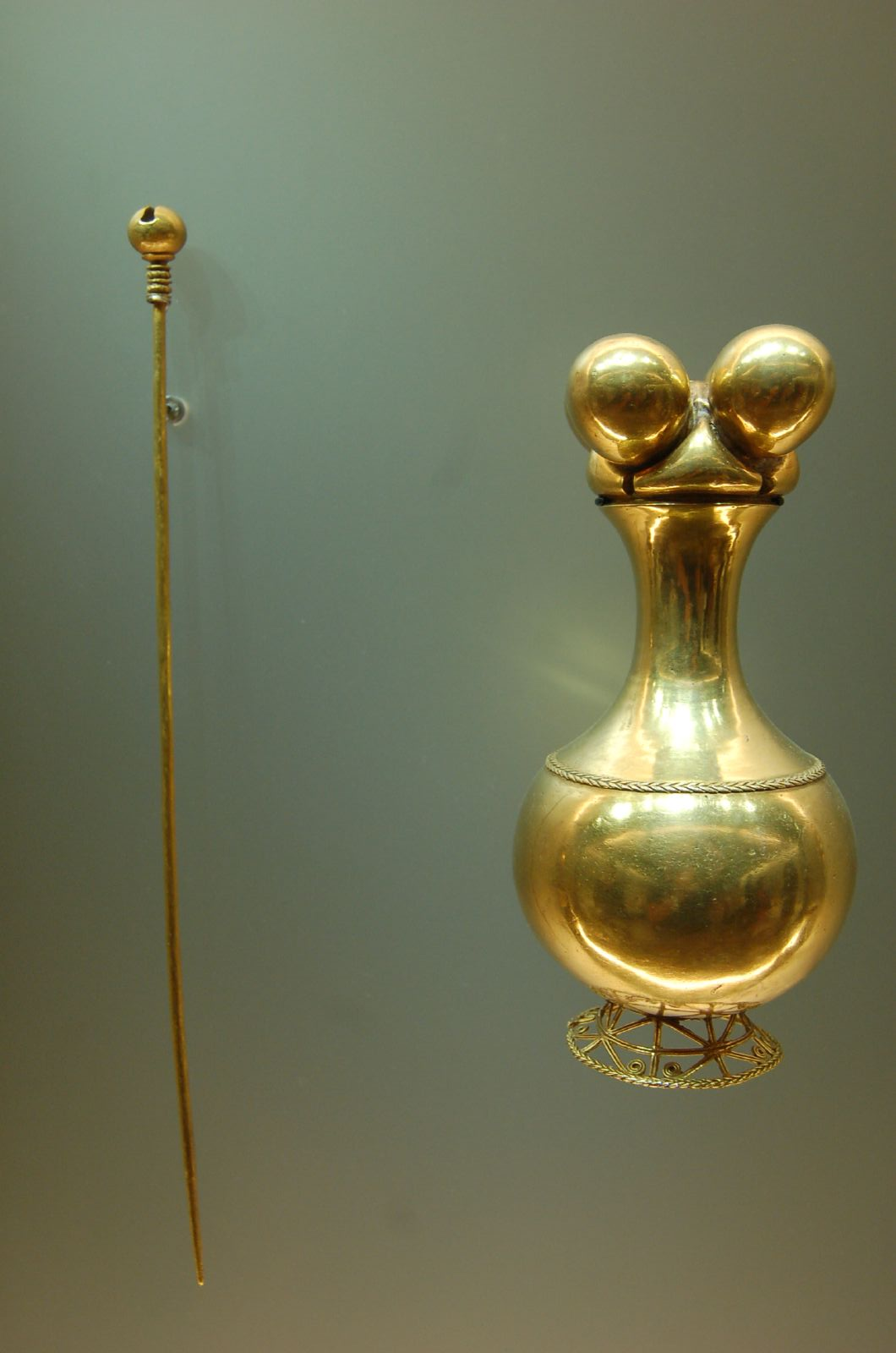
Poporo Quimbaya

Outra importante obra é conhecida como Poporo Quimbaya foi a primeira da coleção, estando em exibição por 65 anos. O poporo é um recipiente utilizado pelos povos indígenas para mesclar cal com folhas de coca. De fato, foi com um poporo, conhecido como Quimbaya, que teve início a coleção do museu em 1939, embora algumas peças já estivessem sob a guarda do Banco de la República, o qual fundou a instituição.

## Os povos pré-colombianos
A riqueza cultural dos povos originários é notável, particularmente evidenciada no contexto do Museu do Ouro em Bogotá. Ao contemplarmos a diversidade dos povos pré-colombianos, é crucial inicialmente considerar a natureza do termo "pré-colombianos", o qual, por sua origem colonial, se refere aos povos que habitavam as Américas antes da chegada dos europeus, sendo uma alusão direta a Cristóvão Colombo.
Uma visão abrangente dos povos pré-colombianos revela que estes habitavam as Américas antes da chegada de Cristóvão Colombo, sendo o termo "pré-colombianos" utilizado para referenciar os povos das Américas hispânicas e anglo-saxônicas. Dentro dessa gama cultural, destacam-se os incas, astecas, maias, aimarás, tikunas, nazca, entre outros grupos étnicos.
Dentre os povos pré-colombianos, os incas, astecas e maias se destacam como objetos de estudo mais proeminentes. 
No contexto do Museu do Ouro, observamos uma cultura ancestral através de sua relação com o ouro encontrado na região. O acervo abrange uma multiplicidade de culturas, como a Calima, a cultura Tairona, e diversas outras, oferecendo um panorama representativo da complexidade desses povos.

## Exposições

### Cosmologías y Simbolismo
A exposição "Cosmologías y Simbolismo" faz parte da exposição permanente do Museu do Ouro, sendo a terceira sala dedicada aos aspectos simbólicos da cultura dos povos originários que perpassam o acervo da instituição. As cosmologias e simbolismos pré-hispânicos são evocadas a fim de pensar a possibilidade de vida pelos achados arqueológicos, convidados o público a pensar como era a vida daqueles sujeitos antes da colonização.
A sala é dedica a cosmovisão indígenas a partir de sua própria leitura de mundo e de si, buscando aproximações entre diferentes comunidades ameríndias a partir de diversas temporalidades. 
A possibilidade de representar diferentes cosmovisões e sobretudo a relação de comunidades originárias com o material que fundou a riqueza européia é uma narrativa que se distancia do senso comum de muitos museus do mundo. 
Sendo uma exposição de objetos feitos a ouro, vale ressaltar que o valor se encontra no pensamento indígena que atribui um valor e um sentido aqueles objetos expostos.